# Історія Кропивницького

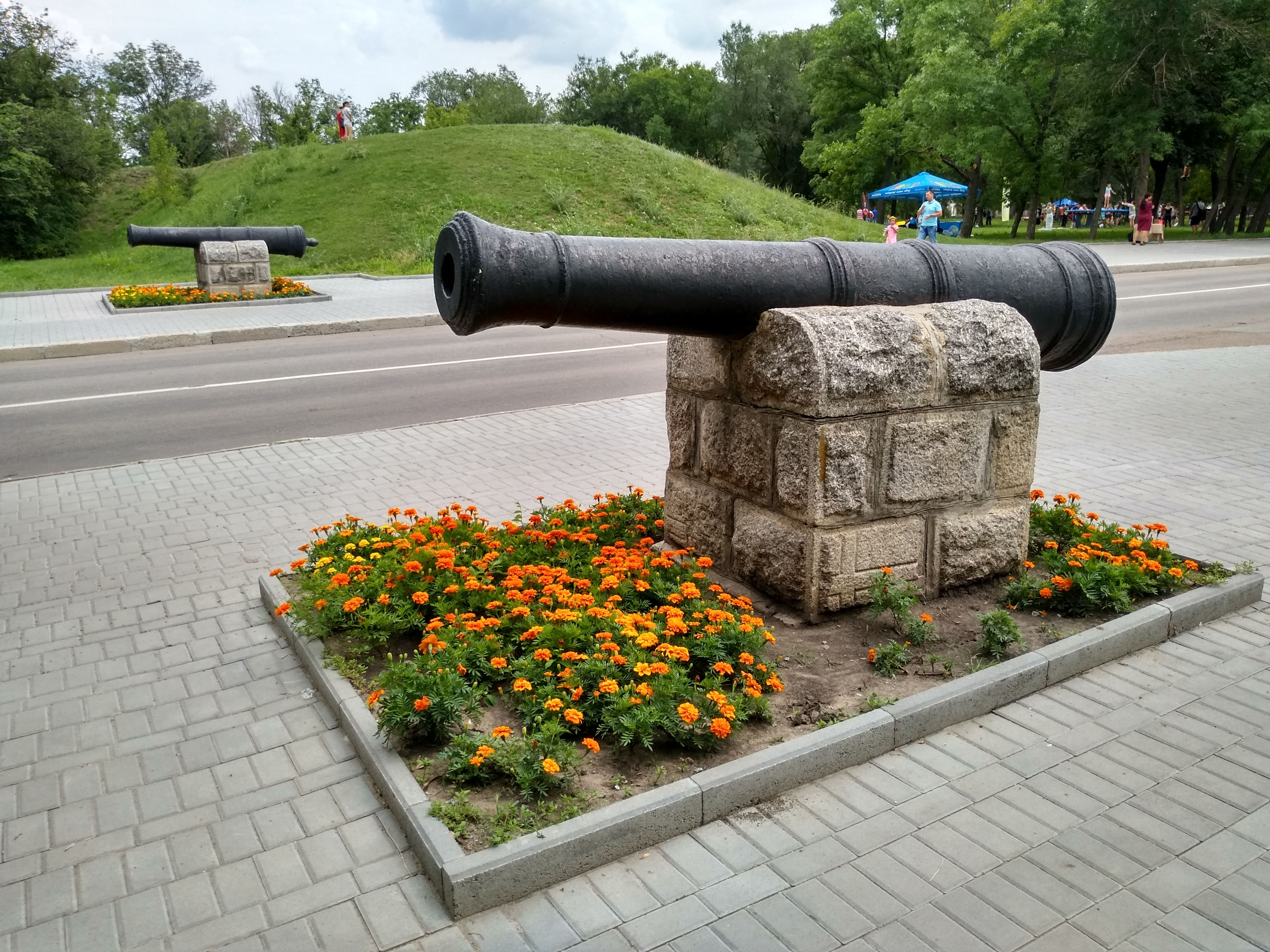
Гармати і вали Фортеці Святої Єлисавети

Істо́рія Кропивницького— історичний розвиток міста Кропивницького, адміністративного центру Кіровоградської області України, від часу заснування і дотепер.

## Передумови появи міста
На землях навколо сучасного Кропивницького у 17-му столітті існували розрізнені зимівники запорізьких козаків: слободи та хутори. Мешканці поселень селились тут на свій страх і ризик, оскільки перебували на незахищених прикордонних землях. Колонізаторство Задніпровських місць, а саме так тоді називались землі між Дніпром та Південним Бугом, почалося козаками Миргородського та Полтавського полків наприкінці 17-го — на початку 18-го століття.
До 1751 року за версіями краєзнавців на території сучасного Кропивницького існували слободи, засновані козаками:  Кущівка (увійшла до складу міста у 19 ст.), Завадівка, Інгульська слобода, яка пізніше злилась з Лелеківкою (всі увійшли до складу міста у 20-му ст.) та Знаменська слобода, заснована старообрядцями.
Згодом, згідно з указом від 29 грудня 1751 р. була утворена Нова Сербія. За клопотанням колишнього підданого Австро-Угорщини серба Івана Хорвата для оселення сербів, угорців, волохів, молдаван, хорват була виділена територія, частина Задніпровських місць. Також згідно з указом колишні мешканці цієї території підлягали виселенню на «прежние места». Указ передбачав побудову земляної фортеці, «которую именовать крепость святыя Елисаветы». Указ не вказував місце побудови фортеці. Очевидно, що вона мала бути збудована в межах новоствореної Нової Сербії.
На початку 1752 року генерал Іван Глєбов доручив геодезисту Омеляну Гур'єву обрати місце для майбутньої фортеці. Гур'єв та два його помічники зупинили свій вибір на місці за межами Нової Сербії на правому березі Інгулу до впадіння Сугоклеї. Таке розташування визначило долю майбутнього міста, адже воно було вигідне тому, що місце було залюднене, зручне в з погляду транспортної розв'язки (дорога на Хаджибей, Крим та з Січі до Польщі).
Указ Єлизавети про переселення з території Нової Сербії зустрів серед українців опір. Про це свідчать чисельні архівні документи: звернення, донесення, рапорти, відомості, сенатські укази. У лютому 1752 року почався опис поселень Задніпровських місць. Одночасно розпочався процес добровільного виселення незаможних козаків. Існували випадки примусового виселення. Достеменно не відомо про кількість козаків, які повернулись на «прежние места». Імовірно, що таких серед козаків-переселенців зовсім не було, оскільки для повернення потрібно було перейти Дніпро, крім того, зазвичай переселенці шукають нові місця, а не повертаються на попередні. Достеменно відомо, що частина козаків пішла на південь, на землі запорізьких вольностей, та у бік Дністра, на територію Польщі, яка на той час починалась вже за сучасними Новоархангельськом та Первомайськом. Частина населення документально підтверджувала своє право на займані землі, законно залишилась на них. Частина законно залишилась через відсутність у сербів майстрів (ковалів, теслярів та ін.) та небажання сербів вести господарство, зокрема для забезпечення коней фуражом. Частина залишилась на території Нової Сербії незаконно під виглядом сербів, оскільки сербський генерал Хорват не зміг забезпечити переселення заявленої кількості сербів та цілком успішно обдурив російську владу. В результаті цього фактична чисельність українців на території Нової Сербії була більша за кількість сербів, що й засвідчив перепис у 1764 році (етнічний склад Єлисаветинської провінції був наступним: українці — 65,37 %, молдавани — 15,4 %, росіяни — 12,66 %, серби −3,22 %, поляки — 1,56 %).
Намагаючись загасити конфлікт, продовжити заселення Нової Сербії та одночасно не допустити переселення українців на підпольську, ханську Україну, в землі запорізьких вольностей, сенат протягом 1752—1753 років приймає цілий ряд указів (від заборони виїжджати за межі Російської імперії до дозволу козакам лишитися в Новій Сербії на обжитих місцях). Але реальним рішенням стало прийняття сенатом указу 18 серпня 1753 року, який дозволяв селитись південніше Нової Сербії, в тому числі біля місця, де мала бути зведена фортеця святої Єлизавети. Цей указ фактично поклав початок Слобідському козацькому полку та дав поштовх утворенню міста. Полк був утворений за прикладом козацьких полків Слобідської України. Деякий час полк перебував у невизначеному стані. З одного боку козаки, які переселились з Нової Сербії отримали ініціативу організовувати полк та засновувати нові поселення, з іншого боку полк підпорядковувася коменданту єлисаветинської фортеці, який вважався заступником Івана Глєбова.
Однак виявилось, що простий дозвіл селитися не сприяв переселенню з території Нової Сербії та поверненню з Польщі тих, хто встиг туди виїхати з Нової Сербії. Сенат надає пільги переселенцям. Іван Глєбов займається організацією першого ярмарку: отримує дозвіл Сенату на проведення ярмарку та допуск на нього іноземців, розсилає повідомлення про ярмарок запорожцям, туркам. За дозволом селитись біля ще не побудованої фортеці до коменданта фортеці звертаються торгові люди та ремісники. На правому березі Інгулу нижче місця, на якому планували будувати фортецю, з'являється Грецька слобода (сучасна вулиця Пушкіна), в якій розташувалась нечисельна грецька община (близько 50 чоловік). На лівому протилежному від фортеці березі Інгулу виникає Міщанська слобода (сучасна вулиця Преображенська), в якій селились українці та старообрядці. На лівому березі Інгулу на берегах річки Біянки з'явились Криничуваті хутори або Балка, де крім українців селились молдовани. Саме в мікрорайоні Балка до цього часу знаходиться найстаріший будинок міста, побудований в 1753 році. Розкольники ж, яким дозволили повернутися на попередні місця, утворили на лівому березі Інгулу Безпопівську слободу (район заводу імені Таратути). 29 червня 1754 року через декілька тижнів після урочистого закладання фортеці у Міщанській слободі на території сучасного центрального ринку проходить перший петропавлівський ярмарок. Ярмарок мав успіх, що посприяв заселенню міста.

## Поява магдебурзького права— виникнення міста
Для купців були конче необхідні магдебурзьке право та магістрат, оскільки саме ця установа мала право у той час оформлювати купцям документи для виїзду за кордон. У 1755 році, користуючись невизначеним станом Слобідського козацького полку, мешканці Міщанської слободи засновують магістрат. Випадок унікальний: адже подібна форма місцевого самоврядування у Правобережній Україні (крім польських володінь), застосовувалася вперше. Магістрат знаходився на розі сучасних Пашутінської та Преображенської вулиць, а першим бургомістром був колишній запорожець Іван Іванченко. Магдебурзьке право, магістрат і бургомістр є ознаками притаманними місту. Вони відрізняють місто від села. Тому можна стверджувати, що 1755 рік став роком появи міста. На момент появи міста будівництво фортеці було припинене через протест османської імперії. Тобто фортеця ще не функціонувала, а місто вже з'явилося.
Серед населення новоствореного міста переважали українці, друга за чисельністю група — старообрядці (не чисті росіяни, а асимільовані, які більше 50 років проживали в українському на той час місті Стародуб), третя група — греки. Красномовно про склад населення скажуть прізвища бургомістрів за період з 1755 по 1766 роки: Іван Іванченко, Григорій Звенигородський, Іван Гомін, Василь Кисельов (розкольник, який прийняв православну віру), Іван Ніжинець, Терентій Чорний. У 1757 р. у місті мешкало 149 господарств, з яких більшість — 133 господарства належали вихідцям з українських територій (колишнім мешканцям Задніпровських сотень Миргородського полку належало 78 господарств, вихідцям «з Польщі» (Правобережної України) — 37 господарств, переселенцям з Запоріжжя — 9 господарств, з Гетьманщини — 8 господарств, з Слобідської України — 1 господарство).
В історичних джерелах стверджується, що крім українців, греків, молдован у місті селились серби та росіяни. З цим можна погодитись частково. Росіяни, що селились біля фортеці, — це вже згадані асимільовані розкольники. Крім них у  новоствореній у 1754 році Солдатській (Пермській) слободі між фортецею та ретраншементом дислокувався Пермський карабінерний полк. Однак гарнізон полку ніколи не враховувався в чисельність навколишніх поселень, оскільки полк був розселений у казенних будинках та проводив регулярні ротації. Серби та росіяни, які згодом стали мешканцями прилеглих поселень, а не форштадту, — це офіцери та їхні сім'ї, які служили у єлизаветинській фортеці. Їхня чисельність з сім'ями до 1755 року ледь перевищувала два десятки. За службу вони отримували землю. Завдяки ним з'явились топоніми, знайомі сучасним кропивничанам: Соколівка (від російського прізвища Соколов), Арнаутове (від сербського прізвища Арнаут) та ін.
Новостворене місто отримало назву Єлисавет. Назва Єлисавет утворилась відповідно до козацьких традицій називати місто у прив'язці до географічного об'єкту, яким була фортеця святої Єлисавети. Перші численні згадки назви Єлисавет та словосполучення місто Єлисавет трапляються в документах Коша Нової Січі.

## Роль фортеці святої Єлисавети у виникненні та розвитку міста

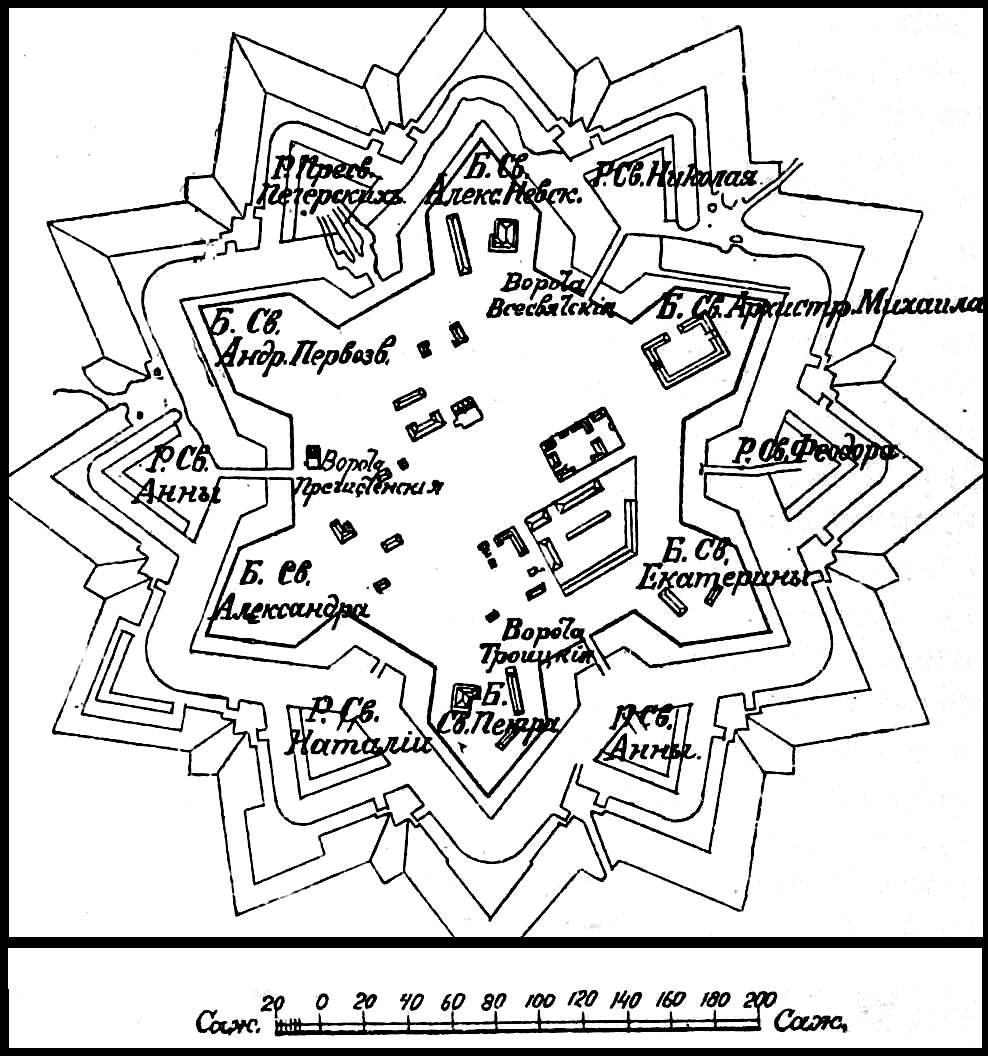
План-схема Фортеці Святої Єлисавети

У 1753 році біля місця майбутньої фортеці у покинутій старообрядцями Знаменській слободі (район санстанції) була розміщена комендатура фортеці та помешкання військових. Згодом Знаменську слободу починають називати Биківською слободою на честь російського офіцера капітана Бикова, який з 2 листопада 1753 року опікувався Слобідським козацьким полком. У 1754 році з початком будівництва фортеці між фортецею та річкою Інгул з'являються Пермські табори, де було розміщено Пермський карабінерний полк, а трохи вище — Солдатська слобода (згодом ці два поселення називатимуть Пермською слободою). Биківська та Пермська слободи вважались форштатами фортеці.
Для будівництва фортеці прибув Гадяцько-Миргородський полк (1390 козаків), який виконав основні роботи за чотири місяці: з червня по жовтень 1754. Під час робіт загинуло 72 козаки, 233 захворіло, 855 втекло на Січ .
Поселення, яке утворилось в районі сучасного центрального ринку навколо якого розросталось місто, було створене до початку будівництва фортеці у 1753 році, а магдебурзьке право в ньому виникло, коли будівництво фортеці було призупинене у 1755 році. Таким чином можна констатувати, що сучасне місто зобов'язане фортеці виникненню, адже виникло біля місця будівництва майбутньої єлисаветинської фортеці. Крім того назва Єлисавет — похідна від назви фортеці.
Подальший розвиток міста відбувався паралельно з фортецею та залежав від розвитку торгівлі, а не від розвитку фортеці. В той же час всі поселення Слобідського козацького полку, у тому числі і місто, були підпорядковані коменданту фортеці. Фортеця Св. Єлисавети цілий рік, з 22 березня 1764 року до 26 березня 1765 року, була губернським центром новоствореної Новоросійської губернії. З 1764 року фортеця стає центром Єлисаветинської провінції, а з 1775 року — повітовим центром.
У ході російсько-турецької війни 1768—1774 Єлисаветинська фортеця відіграла помітну роль у боротьбі Російської імперії за вихід до Чорного моря. У ці роки вона була резервною базою російських військ — тут часто розміщувалися штаби армій і полків, проводилися військові навчання. Відразу по війні, 1775 року озброєння й військовий контингент майже повністю було переведено до Херсона. Після знищення Запорізької Січі у червні 1775 року та приєднання Кримського ханства до Російської імперії 1783 року Єлисаветинська фортеця втратила військово-стратегічне значення, була роззброєна, а зрештою і ліквідована як військова одиниця. 11 січня 1784 року вийшов указ про заснування губернського міста Катеринославля (пізніше Катеринослав), Катеринославського намісництва, повітів та міст. Зазначений указ створював Єлисаветградський повіт та повітове місто «по назві повіту». У рескрипті від 10 лютого 1784 року зазначалося, що фортецю «отныне крепостями не почитать, а оставить их в каком оне ныне состоянии, относительно сделанных доныне в оных земляных укреплений, обращая их во внутренние города или посады». Цим указом фортеця разом з форштадтами була приєднана до міста. Однак приєднання Биківської та Пермської слобод саботувала міська влада, про це свідчить рапорт колезького асесора Стогова від 13 червня 1784 року, в якому він поясняє причини, чому він до того часу не прийняв у своє відання Пермської і Биківської слобід.

## Місто у XVIII—XIX ст
На відміну від фортеці св. Єлисавети місто Єлисавет не виконувало жодних військових функцій. Розвиток міста відбувався через його вигідне географічне становище і бурхливий розвиток аграрної і торговельної сфери в місті і навколо нього. Вже з 1754 році в місті проводились чотири ярмарки. В травні 1754 р. у листі до генеральної козацької старшини Іван Глєбов повідомляв, що Сенат дозволив ярмарки при фортеці Св. Єлизавети по таких днях: 1) 5 вересня — в день Св. Пророка Захара і Св. Єлизавети; 2) 1 січня — тобто після Нового року; 3) 23 квітня — в день Св. Георгія Переможця; 4) 28 (29) червня — в день Св. Петра і Павла. На ярмарки приїздили купці з Запоріжжя, Центральної Росії, Речі Посполитої і підпольських українських територій, Молдавії, Криму, Туреччини. На ярмарках торгували продуктами землеробства і тваринництва, полотном, парусиною, вовною, вином.
Мешканцями Єлисавета були торгові люди та ремісники. Частина українського населення міста займалась візницьким промислом (чумакуванням). Першими і багатшими купцями були російські розкольники: І. Масленніков, С. Сенковський, О. Шапошников, С. Пашутін, І. Сахаров, Л. Тишець, Н. Лебедь. Частина греків також були записана купцями. На весну 1757 р. із 149 господарів, що мешкали в місті, 14 господарів були записані купцями. Наприкінці XVIII століття в місті з'явилась впливова єврейська громада. Про розмах торгівлі у Єлизаветграді свідчать і такі цифри. У традиційних торгових центрах Росії — Нижньому Новгороді та Тулі, приміром, на початку ХІХ ст. налічувалося відповідно близько 600 та 400 торговельних лавок. У Єлизаветграді їх було понад 700, причому до 200 з них — муровані.
Після відкриття в Одесі порто-франко значна кількість мешканців Єлисаветграда перебралася до міста над Чорним морем. Зокрема переселилась частина греків, будинки яких були передані солдатам і офіцерам Пулковського артилерійського полку. Внаслідок цього частина Грецької слободи отримує назву Пулківська (Артилерійська) Слобода. Першим міським головою Одеси у січні 1796 року був обраний єлизаветградський купець Андрій Желєзцов. Його приятель Євтій Кленов був бургомістром одеського магістрату. Одна з вулиць Одеси була названа Єлисаветинською через те, що на ній селелись вихідці з міста.
Після ліквідації Запорізької Січі розпочався процес заміни козацьких топонімів імперськими. В історіографічній традиції прийнято вважати 1775 рік роком початку вживання назви Єлисаветград. Указу про перейменуванні Єлисавета на Єлисаветград не існує, але саме з 1775 року поряд з поширеною серед населення назвою Єлисавет (та словосполученням місто Єлисавет) почали вживатись русифіковані варіанти Єлисаветоград та Єлисаветград. Роком офіційного затвердження назви Єлисаветград вважається 1784 рік. Однак в указі 11 січня 1784 року (про заснування губернського міста Катеринославля (пізніше Катеринослав), Катеринославського намісництва, повітів та міст) йдеться про створення Єлисаветградського повіту та повітового міста «по назві повіту».
У 1784–1795 роки Єлисаветград як центр Єлисаветградського повіту належав до Катеринославського намісництва, 1795–1801 Єлисаветград був повітовим містом Новоросійської губерії, у 1802 році — Миколаївської губернії, у 1803—29 — Херсонської губернії. Від 1829 до 1865 років — центр військових поселень у Південній Україні (у місті виникло військове містечко), центр повіту в цей час був перенесений до Бобринця.
З початку забудови Міщанської слободи (з 1753 року) у місті завдяки грекам з'явились правильні вулиці за європейським зразком. Вони були прямими, досить широкими і довгими. Розташовувалися вздовж Інгулу та перпендикулярно до нього. У той же час Пермська та Биківська слободи забудовувалися практично стихійно, без будь-яких проектів. До нашого часу не збереглось жодного будинку Міщанської слободи 18 століття, оскільки тогочасні дерев'яні будинки були знищені пожежами (1798, 1812, 1813, 1833 та 1834 років).

## Розвиток міста у XIXст.— на початку XX ст

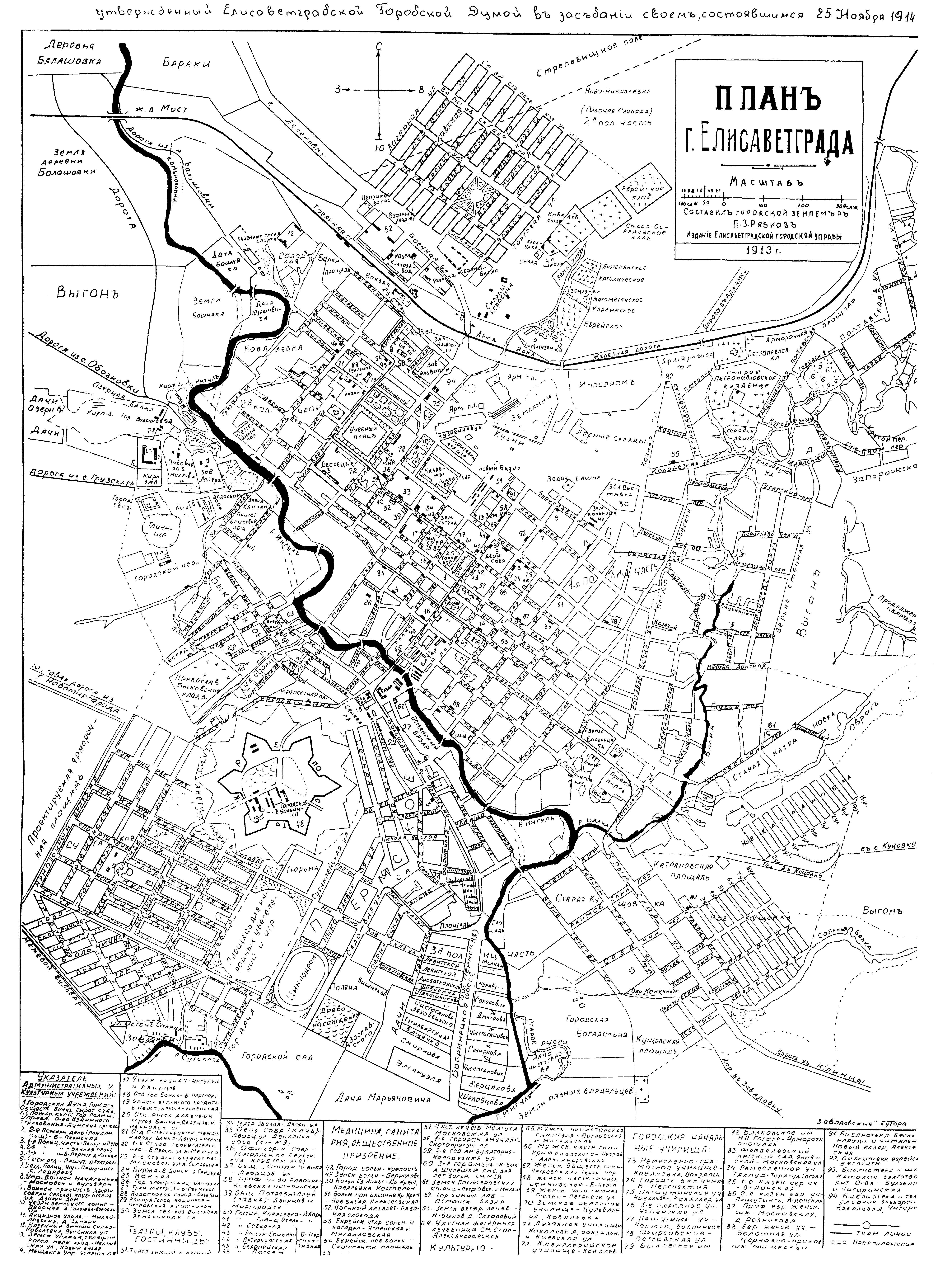
План Єлисаветграда 1914 року.

Розквіт міста пов'язаний з графом Д. Є. Остен-Сакеном, який народився неподалік Єлисаветграда. З 1835 до 1850 року він очолював Новоросійські військові поселення, до складу яких з 1829 року увійшов Єлисаветград. Завдяки Д. Є. Остен-Сакену у місті з'явились «великий» міст через Інгул, нові кам'яні будинки, нові бульвари, сади, почалося озеленення та замощення вулиць. За значний вклад у розвиток міста в 1864 році Д. Є. Остен-Сакену було присвоєне звання почесний мешканець Єлисаветграда. Граф став першим, хто отримав це звання.
У 1832 відкрилося Єлісаветградське міське училище, де з для заснування працював старшим учителем унтер-офіцер Стародубівського кирасирського полку Моцний (Моцненко) Данило  Олексійович, який у 1838 був відзначений полковою грамотою за невтомну старанність у навчання дітей.
Від 1865 року Єлисаветград — знову повітовий центр Херсонської губернії.
У другій половині XIX століття в Єлисаветграді розпочалося бурхливе приватне будівництво. Певний час міським архітектором тут був брат Федора Достоєвського Андрій. Єлисаветград того часу являв собою типове військове місто миколаївської епохи.
В сучасному місті поширений міф про те, що російський літературний критик і публіцисту Микола Добролюбов в приватному листуванні назвав Єлисаветград «маленьким Парижем». Насправді такого листа не існує, а цим епітетом традиційно нагороджували чимало провінційних міст Російської імперії. Однак не зважаючи на це термін «Маленький Париж» в теперішній час активно використовується, перетворившись на мем у регіоні.

О. П. Пашутін

З поширенням капіталістичних відносин у сільському господарстві та будівництвом у 1868—69 роки залізниці Харків—Єлисаветград—Одеса в місті зводяться майстерні та заводи для ремонту й виробництва ґрунтооброблювальних знарядь і водяних турбін. 1874 став до ладу потужний завод сільсько-господарських машин (нині Ельворті), заснований англійськими підприємцями Робертом та Томасом Ельворті — його продукція (молотарки, сівалки) не раз одержувала відзнаки на всеросійських та міжнародних виставках.

Першим мером пореформенної доби був С. К. Турчанов (1866—1878). Перетворення і реформи господарства, а також культурні нововведення в Єлисаветграді в значній мірі припали на урядування в місті міського голови Олександра Пашутіна (1878–1905). В його часи місто активно розбудовувалось. За його головування у місті з'явились: водогін (1893 рік), електричний трамвай (1897 рік), телефонна станція, телеграф, інші елементи інфраструктури, публічна бібліотека. На кінець XIX століття у місті діяло близько 20 закладів освіти. 1870 року у Єлисаветграді відкрито земське реальне училище, у різні роки тут працювали професор В. І. Григорович, історик, археолог і фольклорист В. М. Ястребов (з його ініціативи 1883 року при реальному училищі відкрито краєзнавчий музей), поет і композитор П. І. Ніщинський, а його вихованцями були, зокрема, актори і режисери М. К. Садовський та П. К. Саксаганський, письменник Ю. І. Яновський. 

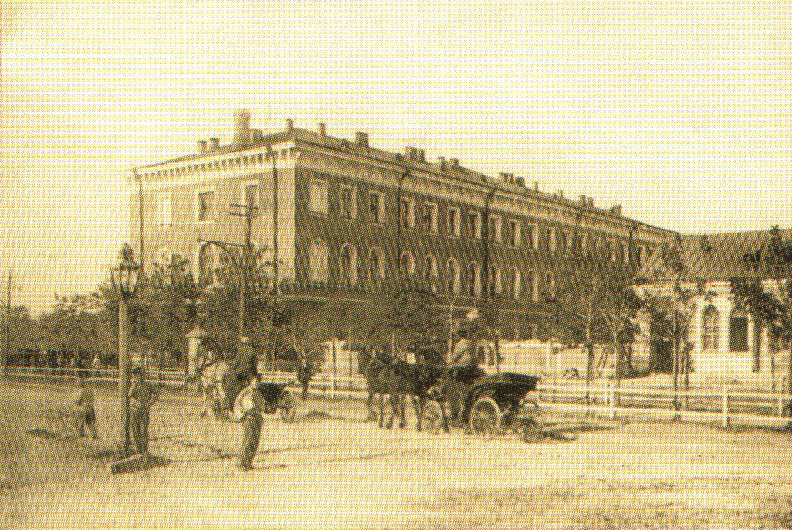
Театральна площа міста, поч. ХХ ст.

У ті часи у місті жила родина Нейгаузів, у домі яких батьки майбутнього великого піаніста Генріха Нейгауза давали уроки учням. Значною подією культурного життя не лише в масштабах міста і краю, а й цілої України, став початок роботи у місті 1882 року першої української професійної театральної трупи (Театр корифеїв) під керівництвом М. Л. Кропивницького, а пізніше — М. П. Старицького. До неї входили І. К. Карпенко-Карий, М. К. Садовський, П. К. Саксаганський, М. К. Заньковецька, М. К. Садовська-Барілотті та ін.
В роки першої світової війни Єлисаветград відчув на собі зміну ситуації, що відбулась в Російській імперії — посилення соціальної напруги на фоні економічних негараздів, розшарування суспільства. Активізація різного роду політичних рухів та партій істотно вплинули на містян, спричинили стихійні протестні виступи і соціальне незадоволення.

## Період визвольних змагань 1917—1920 років

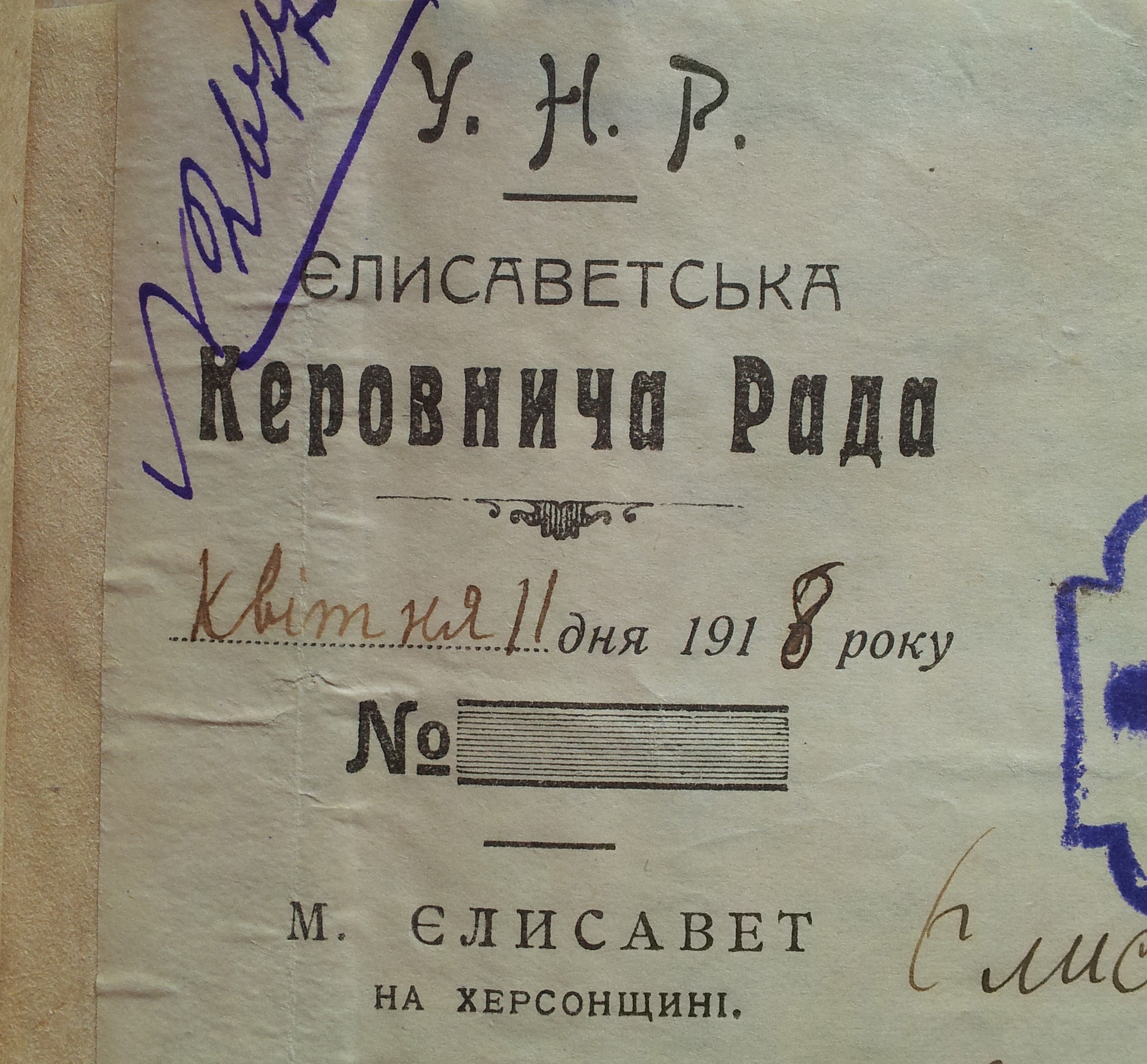
Фрагмент фірмового бланку Єлисаветської Керовничої Ради

Після Лютневої революції в березні 1917 року призначений Єлисаветградським повітовим комісаром Варун-Секрет Сергій Тимофійович. 2 та 5 листопада 1917 року Єлисаветградська міська дума розглядала звернення Володимира Винниченка підтримати Центральну Раду. Міська дума визнала Центральну Раду УНР лише 19 грудня 1917 року вже після Жовтневого перевороту.
Узимку на початку 1918 року у місті відбуваються вуличні бої більшовиків, які в той час представляла анархістка Маруська Никифорова, з січовими стрільцями та мешканцями міста. В історію міста події увійшли як «народне повстання» та викликали достатньо широкий резонанс. В результаті боїв загони анархістів відступили. За даними більшовиків під час зіткнення з анархістами загинуло 86 мешканців міста, 147 дістали поранення. Ю.Яновський, який був учасником тих подій, оборонцем міста, написав повість «Байгород» (так у творі був названий тогочасний Єлисавет), в основі якої лежали згадані події..

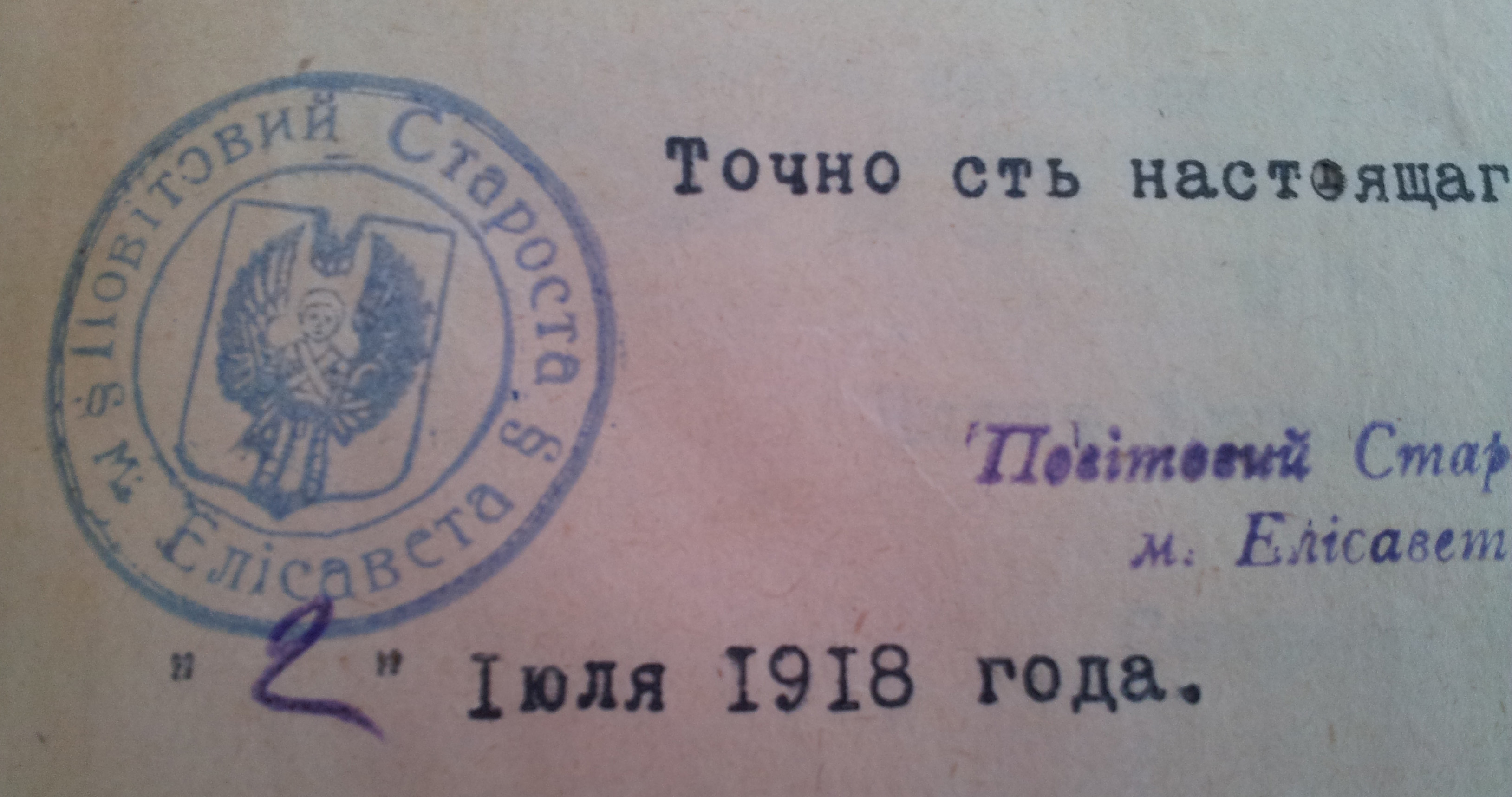
Печатка повітового старости міста Єлисавета

У 1918 році Малою радою УНР Законом про поділ України на землі від 6 березня 1918 року місто Єлисаветград було перейменоване на Єлизавет. Нова назва активно вживалась в офіційних документах, на печатках, в пресі. Від початку березня 1918 року і до 29 квітня того ж року, тобто лише протягом 2 місяців Єлизавет був адмінцентром Землі УНР Низ.

У травні 1919 року місто контролювали повстанці під проводом отамана Григор'єва , через що сталася серія єврейських погромів, в результаті яких загинуло близько 3 тисяч євреїв міста. За 30 км від Єлисавета у селі Сентове (тепер Родниківка) Матвій Григор'єв був вбитий Нестором Махно 27 липня 1919 р. Ці історичні події лягли в основу одної з сюжетних ліній романа Ю.Яновського «Вершники».

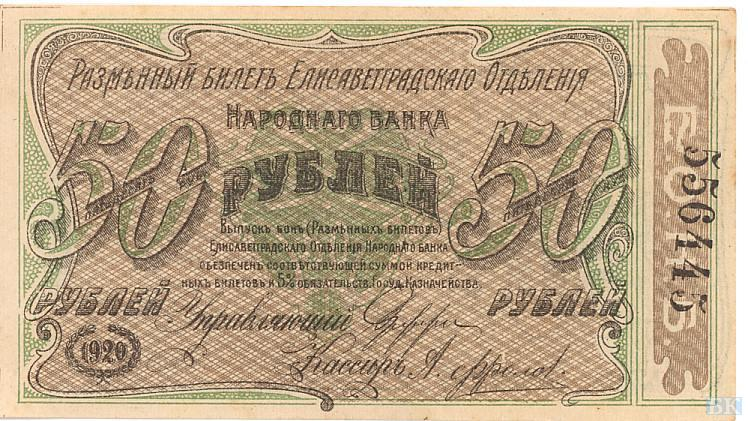
Єлисаветградські рублі (1920), аверс

У січні 1920 р. більшовицький 535-й полк та повстанські загони армії УНР, які очолював отаман Гулий-Гуленко разом вибили денікінців з Єлисавета. Так у місті остаточно було встановлено радянську владу.  Більшовики повернули назву Єлизаветград.
Під час радянсько-української війни та у перші роки радянської окупації України у Єлизаветграді виходили місцеві гроші.
У 1920 році, коли місто було остаточно зайняте більшовиками, вони повернули назву Єлизаветград. В результаті війни Визвольних змагань і переходу міста з рук в руки, воно було напівзруйноване і виморене, підприємства зупинили свою роботу, значна частина містян, рятуючись від голоду та епідемій, перекочувала до села́, ще одна частина виїхала закордон.

## Радянський період
1924 року місто перейменоване на Зінов'євськ на честь уродженця Єлисаветграда, одного з лідерів РКП(б) Г. О. Зінов'єва.
Від 1932 року Зінов'ївськ/Кіровоград у складі Одеської області, від 1939 року — обласний центр.
За роки НЕПу, і потому наприкінці 1920 — поч. 1930-х рр. у ході технічної реконструкції промисловості (індустріалізації) Кіровоград перетворився на важливий індустріальний центр УРСР. У 1920х роках більшість містян вперше отримали доступ до базової освіти - Лікнепу (також Лікбезу). Місто стрімко й успішно розвивалося у роки Нової економічної політики - (НЕПу). На базі заводу сільсько-господарських машин «Червона зірка» було побудовано металообробний, механічний та авторемонтний заводи, значного розвитку набула легка й харчова промисловість. Обличчя міста почало інтенсивно змінюватись, а кількість його мешканців подвоїлась. Але зі зміцненням влади Сталіна у 1929 і початком масових репресій усе змінилось.
У 1930х роках після колективізації усі навколишні села фактично були перетворені на закриті табори: населені пункти були огороджені колючим дротом та оточені баштами зі співробітниками ОДПУ. За спогадами очевидців над сільрадами, особливо у великих селах (тоді це була звичайна глиняна хата-мазанка покрита соломою, з адміністративними функціями) висіли червоні прапори з серпом і молотом та потрети вождів - Карла Маркса, Володимира Леніна і Йосипа Сталіна. Селяни були поставлені в умови де вони або гинули від штучного голоду або розстрілювались ОДПУ разом з міліцією за спробу піти з колгоспу. І лише милосердність та героїзм деяких осіб рятували ситуацію. Загалом у сільській місцевості майбутньої області.

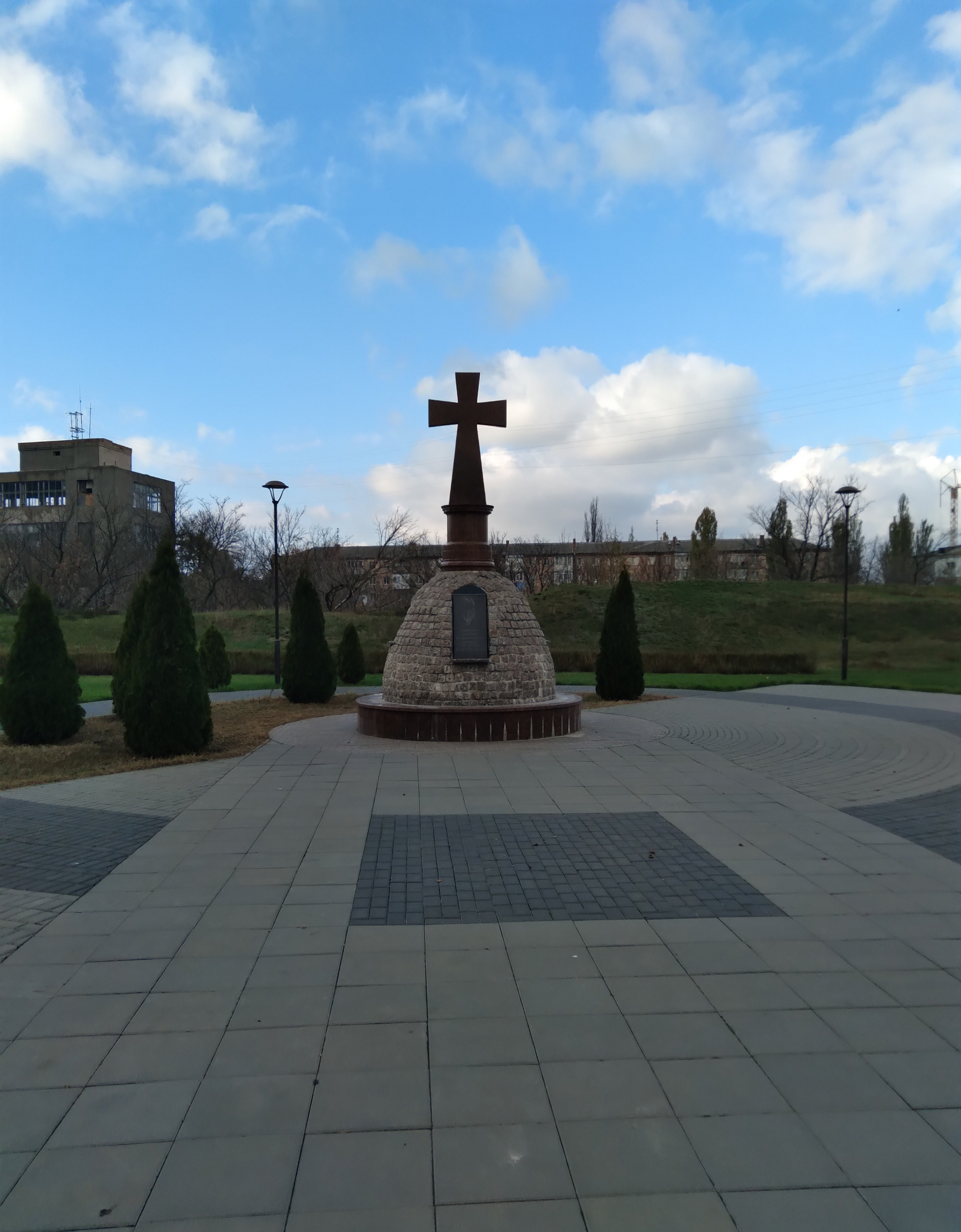
Пам'ятник жертвам Голодомору (встановлено у 2016)

Під час Голодомору загинуло 2238 жителів міста  (с. 268).
У грудні 1934 року місто перейменоване на Кірово (на честь убитого 1 грудня цього ж року партійного і державного діяча СРСР С. М. Кірова). У січні 1939 року назву міста змінили на Кіровоград. 
У середині серпня 1941 року область була окупована. Захоплені землі були зведені до рейхскомісаріату "Україна", який ділився на шість генеральних округів. Кіровоградська область входила до генерального округу "Миколаїв". На її території було створено шість округів. Кожен округ (гебіт) поєднував по 4-5 районів. Без того неідеальні колгоспи нацисти перетворили на так звані "громадські двори", каторжну працю було встановлено і на промислових підприємствах. Насамперед знищувалося будь-яке дієздатне населення.
Згідно з матеріалами партизанів М. М. Скирди та І. А. Пархоменко, у Кіровограді у перші дні окупації нацисти заарештували 15 радянських активісток і після довгих катувань кинули їх у бочки з окропом. Мешканка Кіровограда О. М. Ігнатьєва повідомила, що 30 жовтня 1941 року в протитанкових ровах, які розташовані за 3 км від міста, розстріляли понад 1000 чоловіків, жінок, дітей та старих людей. Чоловіків та жінок групами по 16-20 осіб, роздягнених, підводили до рову та автоматами до потилиці розстрілювали. Старих та дітей гумовою палицею били по голові, після чого скидали в яму. Немовлят та малюків 2-3 років живими кидали в яму”.
3 тис осіб було розстріляно у в'язниці СД, на вулиці Комарова (на місці нинішньої лікарні). Крім того, майже щодня по 20-30 людей вивозилися на розстріл до інших місць. Під час однієї з "розвантажень" цієї в'язниці понад 500 осіб було скинуто до криниці: частину людей кидали після розстрілу, а решту - живими. Коли колодязь був заповнений людьми, його залили навозом. Ця дика розправа тривала майже добу. У фортеці Св. Єлизавети нацисти розстріляли понад 4 тисячі людей, а коло неї була частина РОА (російських колаборантів), розгромлена партизанами. Загалом у Кіровограді було страчено понад 72 тисячі людей, 50 тисяч з яких - етнічні українці, 13 євреї, 9 етнічні росіяни - працівники підприємств, лікарі та науковці. Одним із найтяжчих злочинів стало викрадення населення у якості остарбайтерів. Систематично проводилися облави. Так, із сіл Веселий Кут та Богданівка окупанти вивезли до Німеччини не лише чоловіків, а й усіх хлопчиків від 10-річного віку. На каторгу з Кіровоградської області було викрадено понад 52 тисячі молодих людей.
Іноді крізь цензуру до рідних викрадених надходили повні розпачу листи. "Робота земляна, важка, працюю по 18 годин на день, - писав на батьківщину в село Цибулеве 17-річний Василь Зраїлов. - Дають юшку 2 рази на день з моркви і брукви і по 150 г чорного хліба з тирси. Сиди покидають мене. Щойно з табору вивезли 25 чоловік померлими від виснаження. Чекаю на саму таку долю".

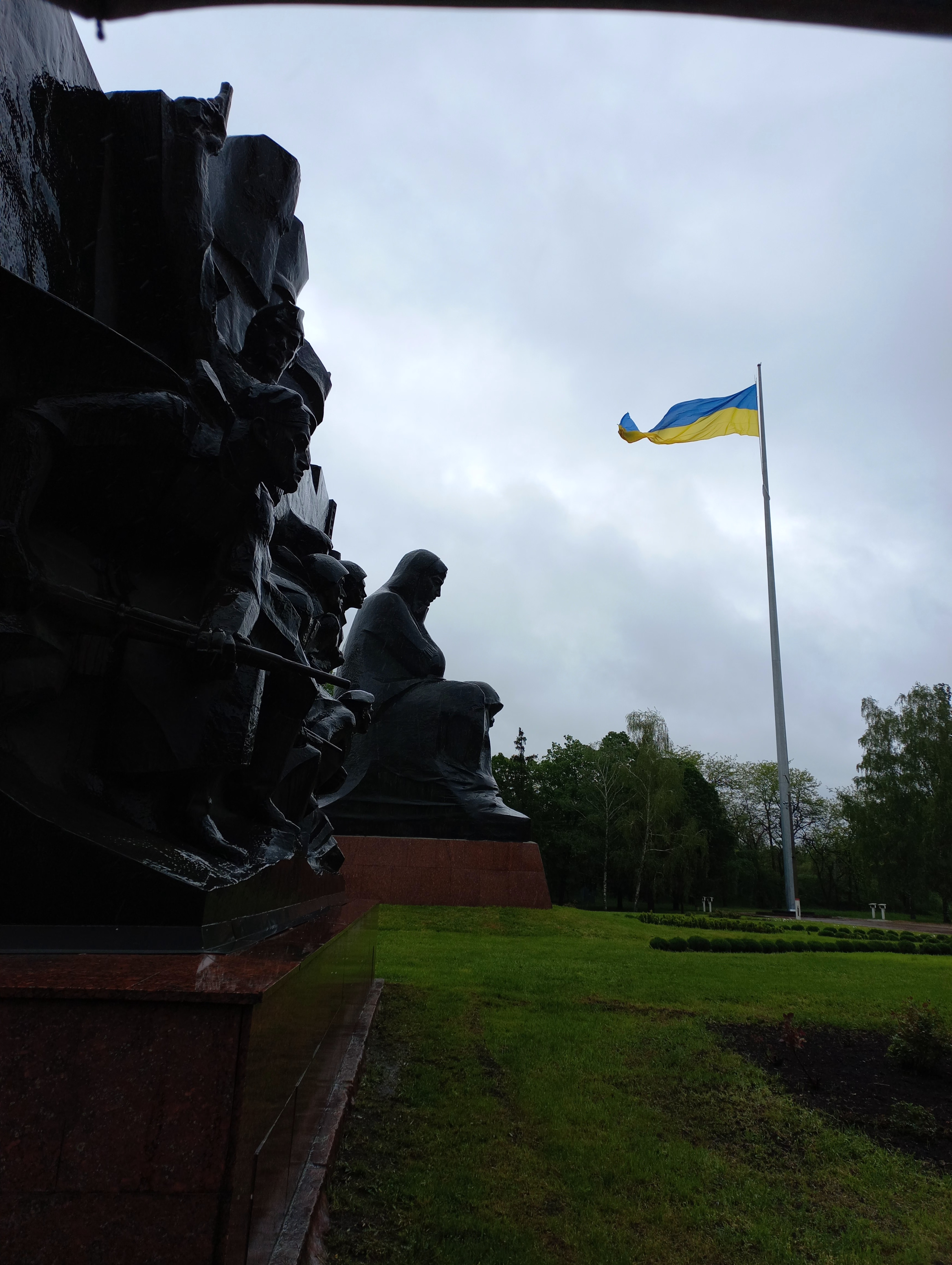
Фортечні вали, Кропивницький

До 5 січня 1944 року місто перебувало у нацистський окупації та було зайняте червоною армією в результаті Кіровоградської наступальної операції 

## Після Другої Світової війни

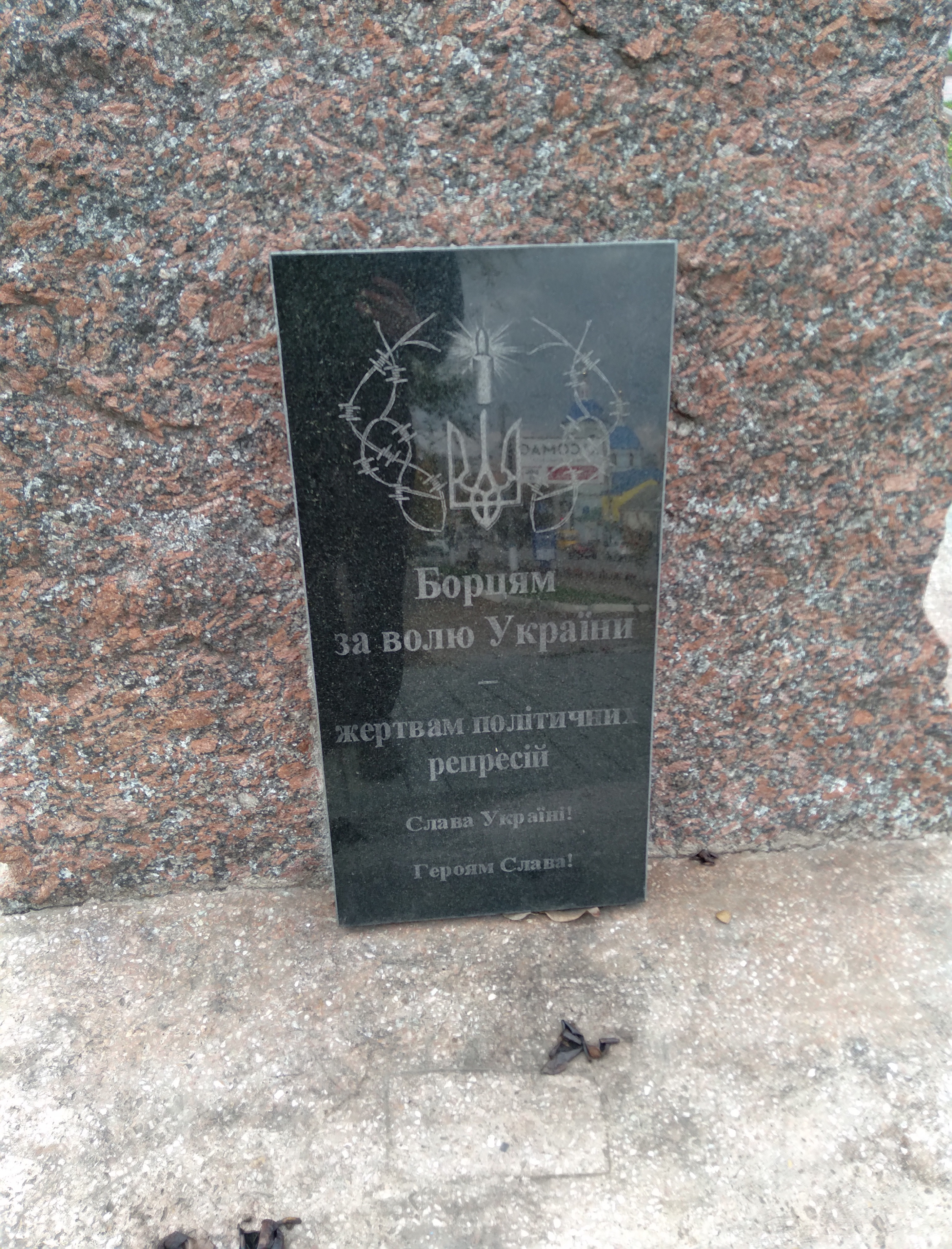
Пам'ятник жертвам радянських репресій

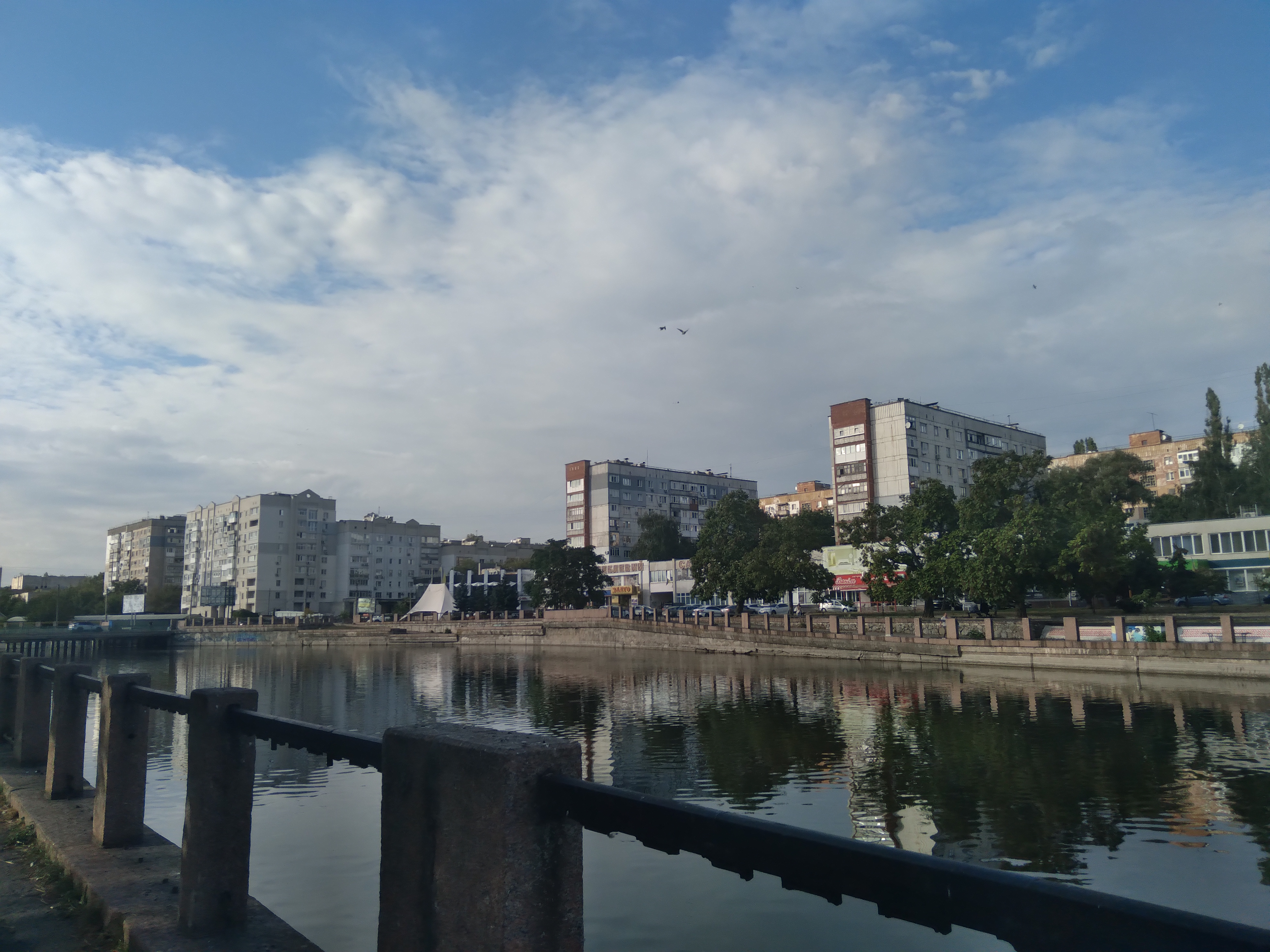
Забудова радянської доби на набережній

Протягом 1950-х у Кіровограді збудовано нові підприємства — завод залізобетонних виробів, завод «Металіст», швейну фабрику тощо. Кіровоград почав відзначати День міста, який в наш час став традиційним і улюбленим святом усіх його мешканців. починаючи з 1967 році після рішення Кіровоградської міськради. Як і в переважній більшості міст Радянського Союзу міськрада вирішила відзначати свято у вересні. 1960—80-і роки Кіровоград продовжував нарощувати економічну базу, а населення міста знову подвоїлося. У цей час була в цілому оформлена сучасна міська інфраструктура, а у 1970-х роках з будівництвом набережної Інгула було вирішено давню проблему затоплення прибережної міської зони.

## Після відновлення незалежності України
Після здобуття Україною незалежності (1991) місто спіткала тривала соціально-економічна криза, яка призвела до ґрунтовного переформатування сфери виробництва та споживання, занепаду комунальної сфери і складних наслідків переходу на ринкову економіку. Однак Кіровограду вдалося вистояти в умовах економічної скрути, зберігши комунальну і транспортну інфраструктури, медичну і освітню галузі. У 1990-ті роки місто отримало свій герб і прапор, розпочалося будівництво і реставрація будинків, пам'яток архітектури.
У грудні 2005 року під час українсько-російського газового конфлікту 2005—2006 років у Кіровограді невідомі активісти здійснюють масове поширення листівок із закликом бойкотувати російські товари. Невдовзі завдяки цій ініціативі виникає громадська кампанія «Пам'ятай про газ — не купуй російських товарів!» Вона була першим відомим суспільним бойкотом за часи незалежності.
На чергових виборах міського голови Кіровограда, що відбувалися одночасно з парламентськими 2006 року, було обрано Валерія Кальченка, що одночасно з тим пройшов до Верховної Ради України (за списком Блоку Юлії Тимошенко), і пробувши на посаді міського очільника більше місяця, надав перевагу мандату народного депутата,відтак, місто близько півроку лишалося без міського голови, якого обирали вже 26 листопада 2006 року.
Починаючи з 1989 року міська інтелігенція та широка громадськість міста активно брала участь у дискусії про його перейменування. 

#### Декомунізація

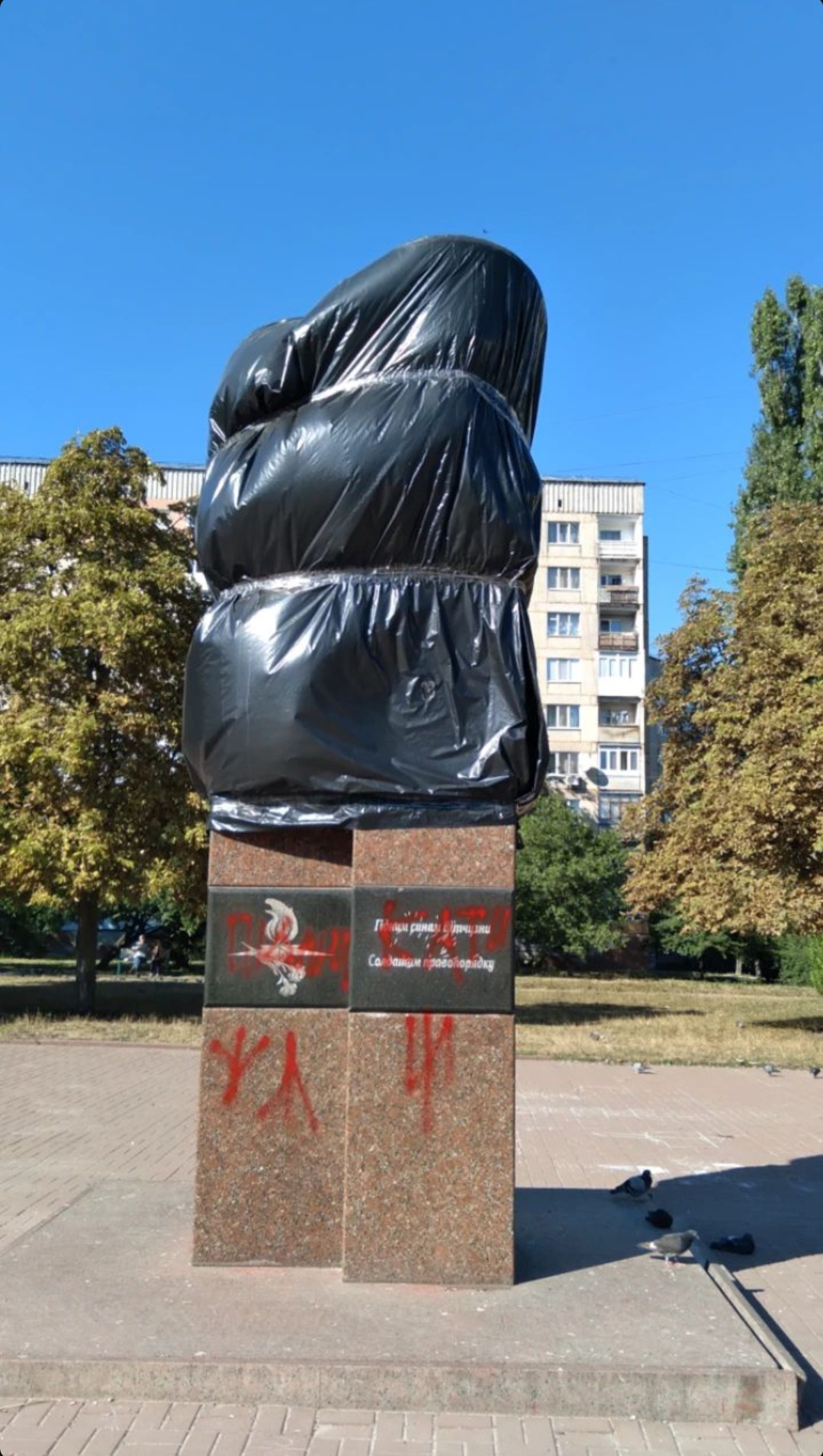
Пам'ятник чекістам, 2023

14 липня 2016 року місто перейменовано на Кропивницький на честь українського письменника і драматурга Марка Кропивницького.

#### Російсько-українська війна

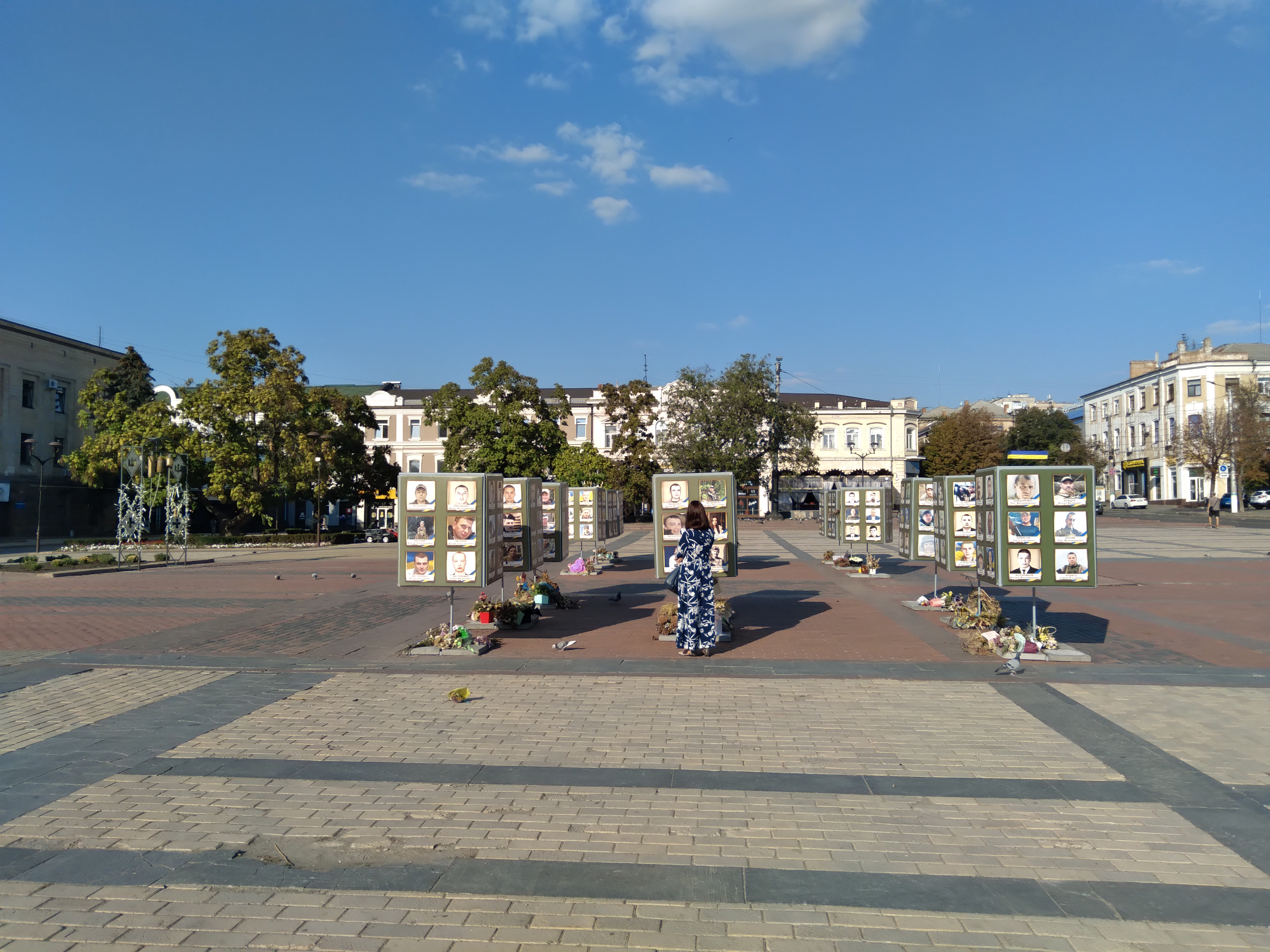
Фотографії загиблих воїнів у центрі міста, вересень 2023

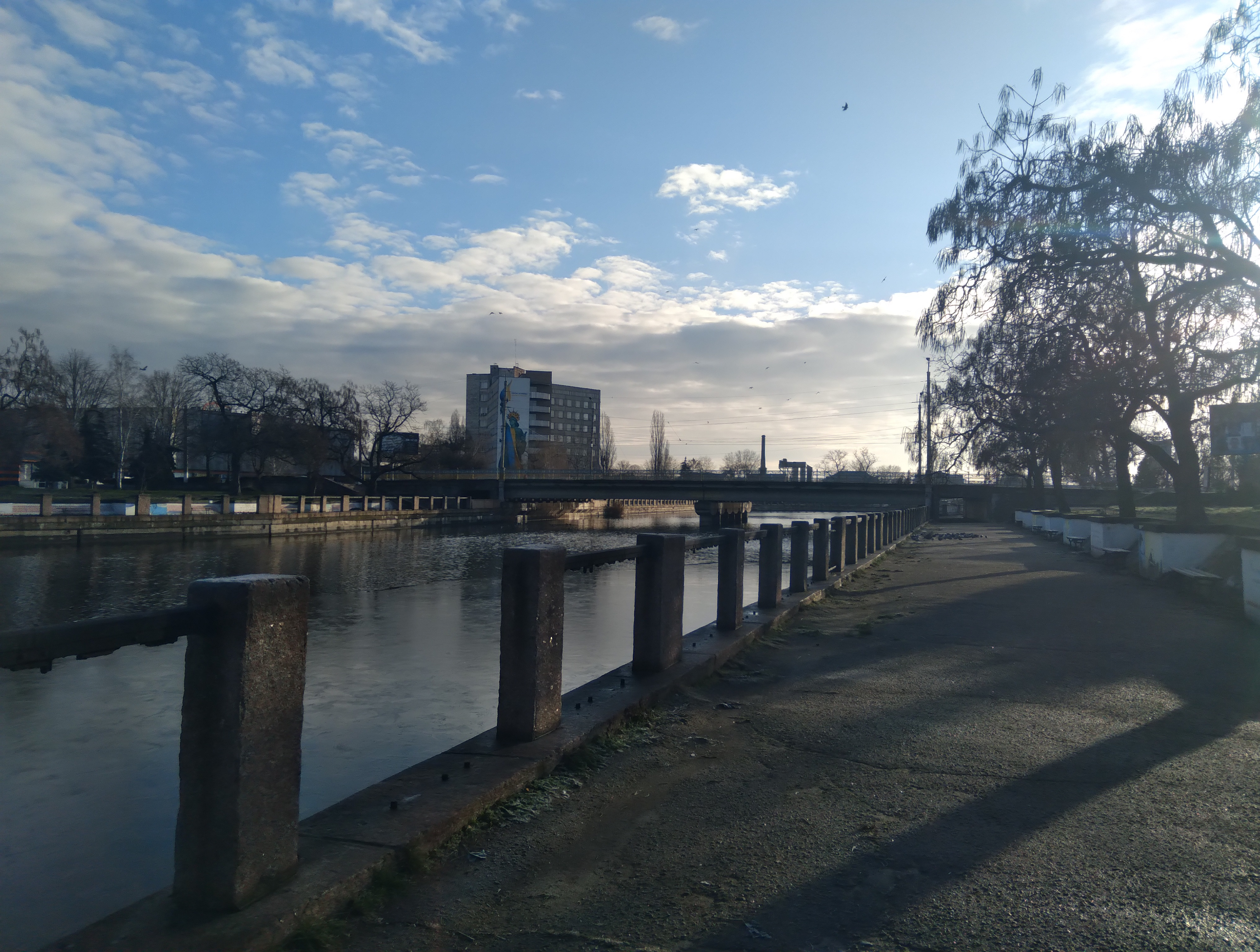
Набережна, грудень 2023

З початком широкомасштабного вторгнення Росії в Українy у 2022 році, місто почало страждати від ракетних обстрілів російської армії. Зранку 1 березня російські окупанти обстріляли аеродром Канатове поблизу Кропивницького, намагаючись зруйнувати об'єкти інфраструктури. 12 березня російські війська атакували аеродром біля залізничної станції Канатове, внаслідок чого загинуло 7 військових. Зранку 23 липня прилетіло 13 ракет (8 ракет «Калібр» морського базування та 5 ракет Х-22 з літака ТУ-22М3). Ворог обстріляв військовий аеродром та залізничний об'єкт. 19 поранених та 3 загиблих. Повітряні тривоги в Кропивницькому звучали майже щоденно.
Станом на 24 травня 2022 в місті та області знаходилося понад 40 000 вимушених переселенців із регіонів активного ведення бойових дій. За даними на 29 серпня 2022, ця цифра збільшилася до 85 000 людей. Також, під час великої війни до Кропивницького переїхали різноманітні заклади та підприємства, зокрема Донецький державний університет внутрішніх справ із Маріуполя (спочатку Донецька), Харківський науково-дослідний інститут протезування, Донецький національний медичний університет із Краматорська (спочатку Донецька) та Херсонський державний аграрно-економічний університет.

## Відомі особи, які відвідали місто
- у липні-серпні 1782 року в Єлисаветграді після тяжкого поранення лікувався Михайло Кутузов[52].
- 27 вересня 1782 року до Єлисаветграда прибув князь Григорій Потьомкін[52].
- 17 вересня 1842 року до Єлисаветграда на військові маневри прибув російський імператор Микола І[52].
- 24 січня 1917 року Єлисаветград відвідала Велика княгиня Олена Петрівна, донька короля Сербії Петра Карагеоргієвича, дружина Великого князя Івана Романова. Її Королівську Величність було обрано головою Єлисаветградського комітету опіки сербських біженців. У Єлисаветграді тоді їх мешкало понад 1000[52].
- 5 липня 1917 року до Єлисаветграда прибула відома діячка революційного руху Катерина Костянтинівна Брешко-Брешковська, яка виступила на мітингу в приміщенні цирку[52].
- 24 вересня 1922 року у місті на зборах єлисаветградських комуністів виступив із промовою Михайло Фрунзе[52].